# Károly Eperjes

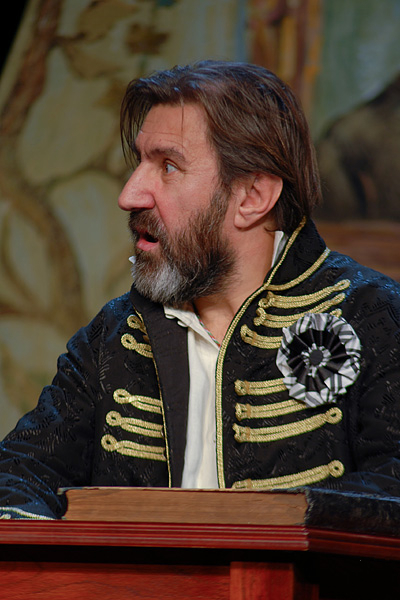
Károly Eperjes (2009)

Károly Eperjes (* 17. Februar 1954 in Hegykő, Ungarn) ist ein ungarischer Schauspieler.

## Leben
Ursprünglich sollte Károly Eperjes dem Wunsch seiner Eltern entsprechend Priester werden. Doch er zog eine Schauspielausbildung an der Budapester Színház- és Filmművészeti Egyetem vor. Nach seinem Abschluss 1980 spielte er an unterschiedlichen Theatern, darunter auch dem Nationaltheater. Parallel dazu fasste er auch beim Film Fuß. So debütierte er in dem 1982 erschienenen Krimi-Drama Ohne Spur von Péter Fábry. Anschließend war er noch in Filmen wie Oberst Redl, Hanussen und Guten Abend, Herr Wallenberg zu sehen. Für seine Hauptrolle in dem 1989 erschienenen Drama Eldorádó wurde er im gleichen Jahr als Bester Hauptdarsteller für einen Europäischen Filmpreis nominiert.

## Filmografie (Auswahl)
- 1982: Ohne Spur (Nyom nélkül)
- 1983: Leichte Körperverletzung (Könnyű testi sértés)
- 1984: Der große Mirandus (Uramisten)
- 1985: Oberst Redl (Redl ezredes)
- 1986: Countdown (Visszaszámlálás)
- 1987: Keuchhusten (Szamárköhögés)
- 1988: Hanussen (Profeta)
- 1988: Mission nach Evian (Küldetés Evianba)
- 1989: Eldorádó
- 1989: Laurin
- 1989: Schulschwänzer (Iskolakerülők)
- 1990: Guten Abend, Herr Wallenberg (God afton, Herr Wallenberg)
- 1990: Ungarisches Requiem (Magyar rekviem)
- 1990: Isten hátrafelé megy
- 1999: 6:3 – Tuttis Traum (6:3, avagy játszd újra Tutti)
- 1999: Kinoträume (Egy tél az Isten háta mögött)
- 2002: Im Schatten der Brücke (A Hídember)
- 2012: Hinter der Tür (Az ajtó)
- 2020: Abschlussbericht (Zárójelentés)